# Jane Aubert-Krier
Pour les articles homonymes, voir Aubert et Krier.
Ne doit pas être confondu avec Jeanne Aubert ou Jeanne Aubert-Gris.
Jane Aubert-Krier, née le 2 juin 1920 à Loudun et morte le 16 septembre 2020 à Rennes, est une économiste française considérée comme l'une des pionnières de la science économique en France et plus particulièrement de la science de gestion.
Professeure à l'université de Rennes de 1950 à 1979, elle fonde l'Institut d'administration des entreprises de Rennes, qu'elle dirige entre 1956 et 1962.

## Biographie
Jane Aubert est née le 2 juin 1920 à Loudun et passe sa jeunesse à Châtellerault. Fille de commerçant, elle étudie au collège Descartes, puis au lycée Berthelot avant de partir à l'université de Poitiers où elle est licenciée en lettres.

### Thèse d'économie sous l'occupation
Un peu moins d'un an après la libération de Poitiers, Jane Aubert soutient sa thèse de doctorat intitulée Essai sur la courbe d'offre en théorie économique le 21 juillet 1945 à l’université de Poitiers. Ces premiers travaux scientifiques sont réalisés sous la direction de Daniel Villey. Cette thèse fera l'objet d'une publication sous le titre La courbe d'offre en 1949 aux Presses universitaires de France. Edward Chamberlin, rencontré lors de son séjour de recherche à l'institut Radcliffe de l'université Harvard en 1946, préface l'ouvrage de Jane Aubert. Jane dédie son ouvrage à son frère, Jean Aubert (1916-1940), mort pour la France dans les Ardennes.
À son retour en France, Jane Aubert devient chargée de cours à la faculté de Poitiers jusqu'en 1948.

### Première agrégée d'économie
Au milieu du XXe siècle, l'économie n'est pas encore une discipline totalement autonome à l'université. Depuis 1896, l'agrégation des facultés de droit comporte quatre sections : 
1. la section de droit privé et criminel ;
2. la section de droit public ;
3. la section d'histoire du droit ;
4. la section des sciences économiques[7].

Il faut attendre 1971 pour que soit institué une agrégation de sciences politiques puis 1976 pour l'agrégation des sciences de gestion.
En novembre 1948, Jane Aubert est reçue au concours d'agrégation des facultés de droit option sciences économiques. Elle termine cinquième. Il s'agit de la première femme à obtenir l'agrégation d'économie,. Le candidat reçu premier au concours d'agrégation n'est autre que son futur époux, Henri Krier (1920-1992), qu'elle épouse le 17 septembre 1949. Le couple aura cinq enfants.
À la suite de l'obtention de l'agrégation, elle est envoyée à la faculté de droit de Caen puis elle est nommée professeure agrégée à la faculté de droit de Rennes en 1950, où elle fera le reste de sa carrière.
Si dès le XIXe siècle, des femmes deviennent économistes (Jane Marcet, Harriet Martineau, Zoé Gatti de Gamond, Clémence Royer), il faut attendre la deuxième moitié du XXe siècle pour que des femmes intègrent l'université en devenant assistantes puis professeures : au Royaume-Uni, Joan Robinson (1903-1983) ne devient professeure qu'à 62 ans ; en France, Magdeleine Apchié (1906-1972), docteure en 1932, chargée de mission à l'Insee et secrétaire de rédaction de la Revue d’économie politique, Huguette Biaujeaud (1909-1989), docteure en 1933 avec un Essai sur la Théorie ricardienne de la valeur, unique publication de l'auteure qui n'a pas poursuivi une carrière d’économiste,,.
Son directeur de thèse estime que deux femmes européennes sont reconnues en économie au début des années 1950 : Joan Robinson et Jane Aubert-Krier.
En 1956, Jane Aubert-Krier participe au Dictionnaire des sciences économiques de Jean Romeuf. Les derniers dictionnaires d'économie en langue française dataient du XIXe siècle : le Dictionnaire de l'économie politique de Charles Coquelin et Gilbert Guillaumin (1853-1854) et le Nouveau Dictionnaire d'économie politique, par Léon Say et Joseph Chailley (1891-1892). Si le résultat final a été critiqué, la notice sur la demande rédigée par Jane Aubert-Krier fut qualifiée d'excellente par René Courtin. 

### Développement de la gestion en France
Jane Aubert-Krier crée l'un des quatre premiers instituts d'administration des entreprises qui voient le jour à Bordeaux, Rennes, Dijon et Toulouse. L'IAE de Rennes est créé en 1956 et Jane Aubert-Krier en assure la direction durant deux mandats, jusqu'en 1962, année de naissance du cinquième enfant du couple Aubert-Krier. L'IAE permet de développer l'enseignement de la gestion à l'université de Rennes et traduit l'importance pour Jane Aubert-Krier des « applications concrètes de l'analyse économique de l'entreprise et des marchés ». Roger Percerou lui succède à la direction de l'IAE, mais Jane Aubert-Krier reste directrice honoraire, siège au conseil de perfectionnement et est directrice de recherche de l'institut jusqu'en 1974.
Elle publie en 1962 deux ouvrages de références : un ouvrage de comptabilité privée qui présente « cette discipline à partir des concepts de la théorie économique » et la première édition de Gestion de l'entreprise. L'ouvrage est réédité jusqu'en 1981. Pour Patrick Fridenson, il s'agit du « premier grand manuel de gestion en France, qui fait foi dans les années 1960 et 1970 ».
La même année, Jane Aubert-Krier rejoint le « Groupe 85 ». Cette commission, présidée par Pierre Guillaumat, est composée d'une quinzaine d'experts français, dont dix permanents : Jean Bernard, Eugène Claudius-Petit, Marcel Demonque, Louis Estrangin, Jean Fourastié, Claude Gruson, Bertrand de Jouvenel, Philippe Lamour, Georges Levard. Le Commissaire général au plan charge la commission de réaliser une étude prospective afin d'imaginer la France de 1985. Le rapport final fut tiré à 100 000 exemplaires et même traduit en japonais,.
Sa direction de thèses montre également son attrait pour la science de gestion. Entre 1972 et 1995, Jane Aubert-Krier dirige 23 thèses, dont 9 en sciences économiques et 14 en sciences de gestion. Cinq docteurs sur 23 ont poursuivi leur carrière à l'université et ont dirigé au moins une thèse chacun.
Enfin l'enseignement est également une source d'innovation. Jane Aubert-Krier introduit les méthodes d'enseignement américaines à l'université : la méthode des cas et le jeu d'entreprise.

### Première présidente de l'AFSE
Il faut attendre 25 ans pour que l'Association française de science économique (AFSE) soit présidée par une femme. Jane Aubert-Krier devient la première femme à présider l'association professionnelle des économistes en 1975. Elle succède à Jean Marczewski et est remplacée par Raymond Barre en 1976. 
En 1974, Jane Aubert-Krier obtient un contrat au CNRS pour réaliser une grande enquête sur les budgets-temps des familles afin d'étudier l’influence de la famille sur l’apprentissage de la consommation. En 1977, elle organise un séminaire dédié au commerce et au comportement des consommateurs.

### Mort et hommages

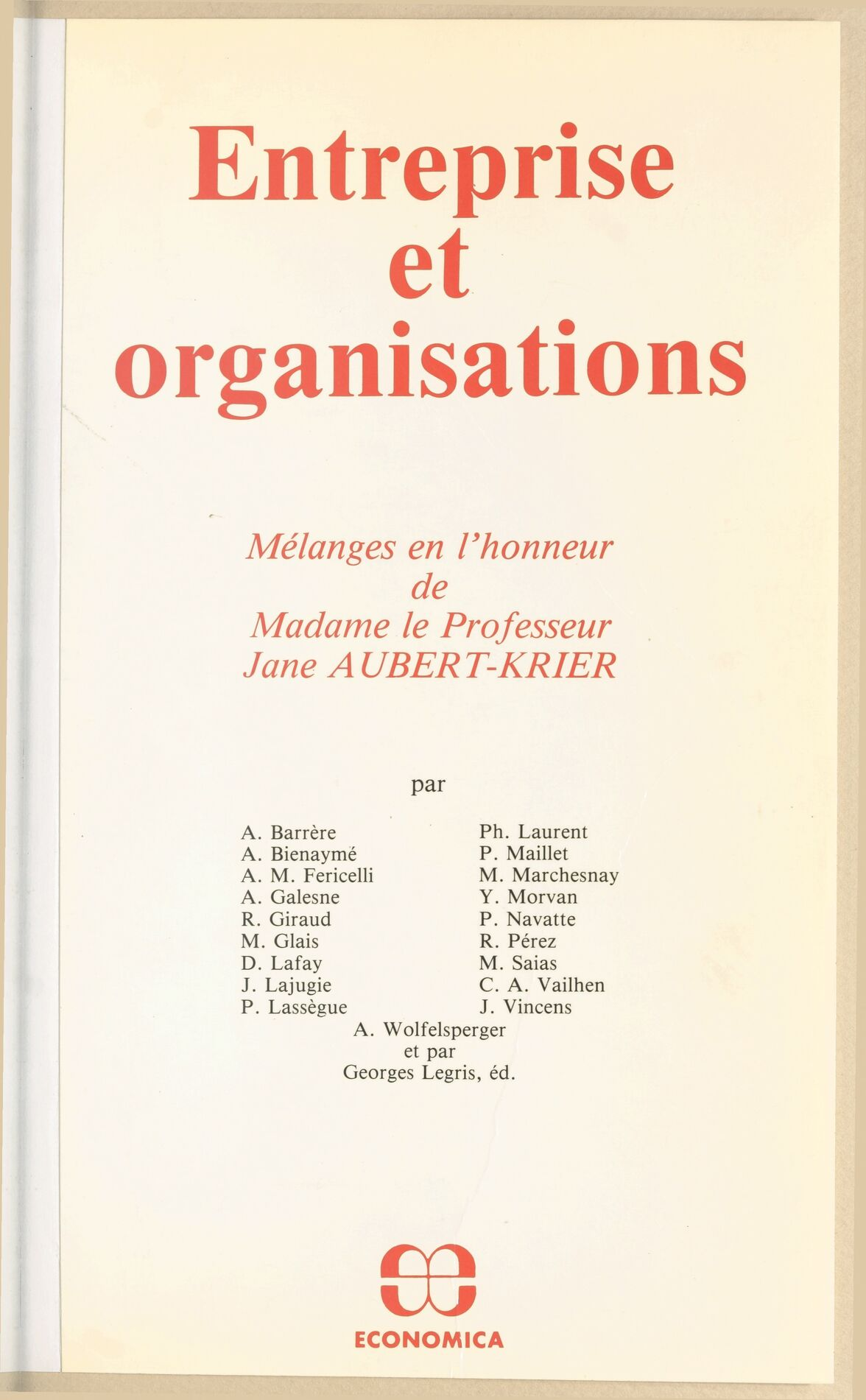
Entreprise et organisations : mélanges en l'honneur de Madame le Professeur Jane Aubert-Krier (1982).

Jane Aubert-Krier prend sa retraite anticipée en 1979. Georges Legris, doyen honoraire de la Faculté des sciences économiques et d'économie appliquée à la gestion de Rennes, rend hommage à sa collègue en publiant des mélanges en 1982.  En 2019, un séminaire dédiée à ses travaux est organisé par l'université de Rennes.
Jane Aubert-Krier meurt le 16 septembre 2020 à Rennes. Un amphithéâtre de l'IGR-IAE de Rennes porte son nom depuis le 16 juin 2022,.

## Travaux
Dans l’ouvrage The theory of imperfect competition publié en 1933, Joan Robinson démontre que la concurrence n'est ni pure ni parfaite. En réalité, la détermination des prix s'effectue en grande partie par les entreprises elles-mêmes (différenciation des produits, utilisation de la publicité) et non par un simple rapport entre l'offre et la demande. La même année, dans The theory of monopolistic competition, Edward Chamberlin « souligne qu'il est important de mettre l’accent sur le degré de liberté stratégique dont dispose une entreprise lorsqu'elle combine utilisation du prix et de la publicité, ainsi que la différenciation du produit pour assurer la distinction sur un marché ». Les travaux de Jane Aubert-Krier sont un prolongement des théories de la concurrence monopolistique d'Edward Chamberlin afin de démontrer s'il existe une courbe d'offre lorsque des entreprises monopolistiques s'affrontent sur un marché,.
Puis, petit à petit, les travaux de recherche de Jane Aubert-Krier se sont orientés vers le domaine de la gestion.

## Distinctions
- Officier de la Légion d'honneur (1991)[25].
- Commandeur de l'ordre des Palmes académiques[6].
- Chevalier de l'ordre de l'Économie nationale[6].

## Publications (sélection)

### Articles
- Jane Aubert-Krier, « Une reformulation de la théorie de la concurrence pure », Revue d'économie politique, vol. 64, no 3,‎ 1954, p. 447–455 (ISSN 0373-2630, lire en ligne).
- Jane Krier et Henri Krier, « Éléments pour une théorie de la distribution », Revue économique, vol. 5, no 3,‎ 1954, p. 342–371 (DOI 10.3406/reco.1954.407043, lire en ligne).
- (en) Jane Aubert-Krier, « Monopolistic and Imperfect Competition in Retail Trade », dans Monopoly and Competition and their Regulation: Papers and Proceedings of a Conference held by the International Economic Association, Palgrave Macmillan UK, coll. « International Economic Association Coference Numbers 1–50 », 1954 (ISBN 978-1-349-08434-0, DOI 10.1007/978-1-349-08434-0_15, lire en ligne), p. 281–300.
- Jane Aubert-Krier, « Économie de l'entreprise. Pratique des affaires ou analyse théorique », Revue économique, vol. 7, no 1,‎ 1956, p. 1–18 (DOI 10.3406/reco.1956.407153, lire en ligne).
- Jane Aubert-Krier et Marie-Madeleine Deguet, « Bibliographie d'économie de l'entreprise », Revue économique, vol. 7, no 1,‎ 1956, p. 127–144 (DOI 10.3406/reco.1956.407160, lire en ligne).

### Ouvrages
- La courbe d'offre, Presses universitaires de France, 1949, 266 pages. Préface d'Edward Chamberlin.
- Jean Romeuf (dir.), « Offre et Demande », dans Dictionnaire des sciences économiques, Presses universitaires de France, 1956
- Institut d'administration des entreprises, La prévision et le contrôle de gestion : journées d'études des 20 et 21 janvier 1956, Rennes, Centre régional d'études et de formation économiques, coll. « Bibliothèque d'administration des entreprises », 1957
- Jane Aubert-Krier et Maurice Duverger (dir.), Comptabilité privée, Paris, Presses universitaires de France, coll. « Thémis / Manuels juridiques, économiques et politiques », 1962, 196 p. (ISSN 1774-2498, SUDOC 020320833, présentation en ligne)
- Gestion de l'entreprise, Presses universitaires de France, 1962, 615 pages. Rééditée à plusieurs reprises jusqu'en 1981.